# Marlon Jackson
Marlon David Jackson (Gary, 12 de março de 1957) é um artista, cantor e dançarino americano. É conhecido por, junto com seus irmãos, integrar a banda The Jackson 5 de 1964 a 1990 e em 2001.

## Biografia

### Início de vida
Marlon nasceu em 1957 no hospital St Mary's Mercy Hospital, na cidade de Gary, Indiana, o sexto filho de Joe Jackson, músico e empresário, e Katherine Jackson, testemunha de Jeová. O cantor teria um irmão gêmeo, Brandon, mas este faleceu um dia após seu nascimento. Na infância, Marlon considerava Michael o substituto de seu irmão gêmeo falecido. Em 1964, Michael e Marlon se juntaram à Tito, Jackie e Jermaine e formariam o The Jackson 5. Na época, Katherine tocava clarinete, piano e cantava harmonias com os filhos, enquanto Joe conduzia os ensaios e os mantinha longe de problemas e, principalmente, da rua. O grupo começou a adquirir fama e vencer diversos concursos de Nova York.

### 1964–1987: The Jackson 5
Marlon iniciou sua carreira musical juntamente aos seus irmãos, no grupo The Jackson 5 (que também foi conhecido como The Jacksons e variações do nome The Jackson 5ive), onde foi percussionista. O grupo surgiu após assinarem pela primeira vez com Gordon Keith, da gravadora Steeltown Records e lançarem, em 31 de janeiro de 1968, o single "Big Boy". Após gravarem mais três singles com a Steeltown Records, os irmãos decidiram assinar com Berry Gordy, da Motown Records. Não satisfeitos com a rigidez da Motown, o grupo novamente muda de gravadora e assina com a Epic Records em 1975. Posteriormente, Jermaine resolveu sair do grupo e foi substituído por Randy. Após assinarem com a Epic, os irmãos ficaram conhecidos como "The Jacksons". Em 1983, Gordy quis que participassem do especial de TV Motown 25: Yesterday, Today, Forever. Em 2001, o grupo se reuniu novamente para se apresentar no Michael Jackson: 30th Anniversary Special. Jackson também foi dançarino de cortesia do irmão Michael e vocalista principal na época em que as gravações eram feitas pela gravadora Motown.
Nos anos 80, Jackson escreveu a icônica música "Body" com seus irmãos no The Jacksons. A música se tornou um sucesso, e Jackson decide lançar um álbum em carreira solo no ano de 1987, que foi nomeado "Baby Tonight". A canção "Don't Go", inclusa no álbum, alcançou segundo lugar nas paradas de R&B dos Estados Unidos.

### 1990–2008: Empreendedorismo
Em 1990, o músico vinha procurando por empreendimentos comerciais, quando fundou a Major Broadcasting Cable (MBC) Network em 1999 na cidade de Atlanta, com Alvin James. A empresa foi a primeira rede a cabo operada e de propriedade de minorias. A empresa operou em mais de 15 milhões de lares após a ajuda de seus parceiros de negócios. Em 2007, já conhecida como Black Family Channel, a empresa foi vendida.
No mesmo ano, o cantor e sua esposa, Carol, fundaram o Programa de Assistência Direta à Comunidade.
Em 2008, Marlon e dois sócios fundam o Motherland Group, LLC, a primeira empresa afro-americana a conscientizar e reconhecer a cidade de Badagri, Lagos, Nigéria.

## Vida pessoal
Marlon é casado desde agosto de 1975 com Carol Ann Parker, com quem tem três filhos: Valencia Caroline Jackson (nascida em 18 de dezembro de 1976), Brittany Shauntee Jackson (nascida em 4 de setembro de 1978) e Marlon David Jackson, Jr. (nascido em 23 de setembro de 1981), além de seis netos, dois filhos de Valencia e quatro de Brittany.

## Árvore genealógica da família Jackson
Árvore genealógica dos irmãos, pais e avós de Michael Jackson. Por simplificação, não estão incluídos filhos e sobrinhos:
|        |        |        |        |        |        |  |  |        |        |        |        | Samuel Jackson | Samuel Jackson | Samuel Jackson | Samuel Jackson | Samuel Jackson | Samuel Jackson |        |        |        |        |        |        | Crystal Lee King | Crystal Lee King | Crystal Lee King | Crystal Lee King | Crystal Lee King | Crystal Lee King |  |  | Prince Albert Screws | Prince Albert Screws | Prince Albert Screws | Prince Albert Screws | Prince Albert Screws | Prince Albert Screws |           |           |           |           |        |        | Martha Upshaw | Martha Upshaw | Martha Upshaw | Martha Upshaw | Martha Upshaw | Martha Upshaw |         |         |         |         |  |  |       |       |       |       |       |       |  |  |       |       |       |       |       |       |  |  |
|        |        |        |        |        |        |  |  |        |        |        |        | Samuel Jackson | Samuel Jackson | Samuel Jackson | Samuel Jackson | Samuel Jackson | Samuel Jackson |        |        |        |        |        |        | Crystal Lee King | Crystal Lee King | Crystal Lee King | Crystal Lee King | Crystal Lee King | Crystal Lee King |  |  | Prince Albert Screws | Prince Albert Screws | Prince Albert Screws | Prince Albert Screws | Prince Albert Screws | Prince Albert Screws |           |           |           |           |        |        | Martha Upshaw | Martha Upshaw | Martha Upshaw | Martha Upshaw | Martha Upshaw | Martha Upshaw |         |         |         |         |  |  |       |       |       |       |       |       |  |  |       |       |       |       |       |       |  |  |
|        |        |        |        |        |        |  |  |        |        |        |        |                |                |                |                |                |                |        |        |        |        |        |        |                  |                  |                  |                  |                  |                  |  |  |                      |                      |                      |                      |                      |                      |           |           |           |           |        |        |               |               |               |               |               |               |         |         |         |         |  |  |       |       |       |       |       |       |  |  |       |       |       |       |       |       |  |  |
|        |        |        |        |        |        |  |  |        |        |        |        |                |                |                |                |                |                | Joseph | Joseph | Joseph | Joseph | Joseph | Joseph |                  |                  |                  |                  |                  |                  |  |  |                      |                      |                      |                      | Katherine            | Katherine            | Katherine | Katherine | Katherine | Katherine |        |        |               |               |               |               |               |               |         |         |         |         |  |  |       |       |       |       |       |       |  |  |       |       |       |       |       |       |  |  |
|        |        |        |        |        |        |  |  |        |        |        |        |                |                |                |                |                |                | Joseph | Joseph | Joseph | Joseph | Joseph | Joseph |                  |                  |                  |                  |                  |                  |  |  |                      |                      |                      |                      | Katherine            | Katherine            | Katherine | Katherine | Katherine | Katherine |        |        |               |               |               |               |               |               |         |         |         |         |  |  |       |       |       |       |       |       |  |  |       |       |       |       |       |       |  |  |
|        |        |        |        |        |        |  |  |        |        |        |        |                |                |                |                |                |                |        |        |        |        |        |        |                  |                  |                  |                  |                  |                  |  |  |                      |                      |                      |                      |                      |                      |           |           |           |           |        |        |               |               |               |               |               |               |         |         |         |         |  |  |       |       |       |       |       |       |  |  |       |       |       |       |       |       |  |  |
|        |        |        |        |        |        |  |  |        |        |        |        |                |                |                |                |                |                |        |        |        |        |        |        |                  |                  |                  |                  |                  |                  |  |  |                      |                      |                      |                      |                      |                      |           |           |           |           |        |        |               |               |               |               |               |               |         |         |         |         |  |  |       |       |       |       |       |       |  |  |       |       |       |       |       |       |  |  |
|        |        |        |        |        |        |  |  |        |        |        |        |                |                |                |                |                |                |        |        |        |        |        |        |                  |                  |                  |                  |                  |                  |  |  |                      |                      |                      |                      |                      |                      |           |           |           |           |        |        |               |               |               |               |               |               |         |         |         |         |  |  |       |       |       |       |       |       |  |  |       |       |       |       |       |       |  |  |
| Rebbie | Rebbie | Rebbie | Rebbie | Rebbie | Rebbie |  |  | Jackie | Jackie | Jackie | Jackie | Jackie         | Jackie         |                |                | Tito           | Tito           | Tito   | Tito   | Tito   | Tito   |        |        | Jermaine         | Jermaine         | Jermaine         | Jermaine         | Jermaine         | Jermaine         |  |  | LaToya               | LaToya               | LaToya               | LaToya               | LaToya               | LaToya               |           |           | Marlon    | Marlon    | Marlon | Marlon | Marlon        | Marlon        |               |               | Michael       | Michael       | Michael | Michael | Michael | Michael |  |  | Randy | Randy | Randy | Randy | Randy | Randy |  |  | Janet | Janet | Janet | Janet | Janet | Janet |  |  |

## Discografia

### Álbuns de estúdio
| Álbum        | Detalhes                                                            | Melhores posições | Melhores posições |
| Álbum        | Detalhes                                                            | EUA               | R&B dos EUA       |
| ------------ | ------------------------------------------------------------------- | ----------------- | ----------------- |
| Baby Tonight | - Lançamento: julho de 1987 - Gravadora: Capitol - Formatos: LP, CD | 175               | 22                |

### Singles
| "(Let Your Love Find) The Chosen One"                                          | 1986 | —  | The Golden Child |
| "Baby Tonight"                                                                 | 1987 | 57 | Baby Tonight     |
| "Don't Go"                                                                     | 1987 | 2  | Baby Tonight     |
| "—" denota títulos que não entraram nas paradas ou não foram lançados no país. |      |    |                  |

### Outras contribuições
- 1980: La Toya Jackson – La Toya Jackson[16]
- 1981: My Special Love - La Toya Jackson[17]
- 1983: Wright Back at You - Betty Wright[18]
- 1983: Respect – Billy Griffin[19]
- 1984: Heart Don't Lie - La Toya Jackson[20]
- 1984: Dream Street – Janet Jackson[21]
- 1985: "We Are the World" – USA for Africa[22]
- 1986: A trilha sonora de Golden Child.[23]
- 1989: 2300 Jackson Street – The Jacksons com Michael Jackson, Janet Jackson, Rebbie Jackson e Marlon Jackson.[24]

## Prêmios
| Ano  | Recipiente      | Categoria                                                     | Resultado |
| ---- | --------------- | ------------------------------------------------------------- | --------- |
| 1971 | ABC             | Melhor Performance Vocal Contemporânea por Duo, Grupo ou Coro | Indicado  |
| 1975 | Dancing Machine | Melhor Performance Vocal R&B por um Duo, Grupo ou Coro        | Indicado  |
| 1981 | Triumph         | Melhor Performance Vocal R&B por um Duo, Grupo ou Coro        | Indicado  |